# Макпал
Макпа́л (каз. Мақпал) — село у складі району Біржан-сала Акмолинської області Казахстану. Входить до складу Макинського сільського округу.
Населення — 232 особи (2021; 316 у 2009, 398 у 1999, 456 у 1989).
Національний склад станом на 1989 рік:
- казахи — 100 %.

У радянські часи село називалося Карла Маркса.